# Morti nel 1282
| Questa pagina contiene informazioni ricavate automaticamente dalle voci biografiche con l'ausilio del template Bio e di un bot. L'aggiornamento è periodico e automatico e ricostruisce completamente la pagina. Se manca una persona in questa lista, sei pregato di non aggiungerla, ma accertati piuttosto che la sua voce biografica contenga il template Bio e che i dati anagrafici siano correttamente compilati. Se il template Bio manca, inseriscilo tu stesso o, in alternativa, metti l'avviso {{tmp\|Bio}} che ne segnala la mancanza. Se i dati riportati sono sbagliati, correggi direttamente la voce biografica; le modifiche saranno visibili in questa lista entro pochi giorni. Per chiarimenti vedi il progetto biografie. La lista contiene solo le 34 persone che sono citate nell'enciclopedia e per le quali è stato implementato correttamente il template Bio. Pagina aggiornata al 2 giu 2025. |

- 2 marzo - Agnese di Boemia, religiosa ceca (n. 1211)
- 16 marzo - Torello da Poppi, monaco cristiano italiano
- 20 marzo - Roberto III delfino d'Alvernia, nobile francese
- 22 marzo - Benvenuto Scotivoli, vescovo cattolico e santo italiano
- 3 aprile - Bernardo Aiglerio, abate francese
- 4 aprile - Caterina d'Asburgo, nobildonna
- 29 aprile - Guillaume de Bray, cardinale francese
- 1º maggio - Taddeo II da Montefeltro, condottiero italiano
- 16 maggio - Tommaso III di Savoia, nobile
- 19 giugno - Eleonora di Montfort, nobile britannica (n. 1252)
- 19 agosto - Hartmann von Heldrungen, cavaliere medievale tedesco
- 25 agosto - Tommaso di Cantilupe, vescovo cattolico e santo britannico
- 2 settembre - Ingrid Elofsdotter, religiosa svedese
- 2 settembre - Benedetto Sinigardi, francescano italiano
- 24 settembre - Giovanni I del Viennois, nobile francese (n. 1264)
- 13 ottobre - Nichiren, monaco buddhista giapponese (n. 1222)
- 30 ottobre - Ibn Khallikan, giurista e letterato iracheno (n. 1211)
- 30 ottobre - Roger Mortimer, I barone di Wigmore, nobile e militare britannico (n. 1231)
- 31 ottobre - Corrado Radicati, vescovo cattolico italiano
- 9 novembre - Valdemaro di Rostock, principe
- 1º dicembre - Margherita Sambiria, nobile danese (n. 1230)
- 8 dicembre - Friedrich von Montalban, vescovo cattolico tedesco
- 11 dicembre - Michele VIII Paleologo, imperatore bizantino (n. 1223)
- 11 dicembre - Llywelyn ap Gruffydd, sovrano gallese (n. 1222)
- Abaqa, sovrano mongolo (n. 1234)
- Giorgio Acropolita, storico e politico bizantino
- Buka Temür, condottiero mongolo
- Florasio di Vicenza, vescovo italiano
- Illuminato da Chieti, vescovo cattolico italiano
- Mengu Timur, condottiero mongolo
- Traidenis, nobile
- Tebaldello Zambrasi, nobile italiano
- Owain Goch ap Gruffydd, sovrano gallese
- Isabella di Beirut, regina (n. 1252)